# Meksyk na Letnich Igrzyskach Olimpijskich 1964
Meksyk na Letnich Igrzyskach Olimpijskich 1964 w Tokio reprezentowało 94 zawodników: 90 mężczyzn i 4 kobiety. Był to 10. start reprezentacji Meksyku na letnich igrzyskach olimpijskich.
Najmłodszym meksykańskim zawodnikiem na tych igrzyskach był 15-letni pływak, Guillermo Davila, natomiast najstarszym 56-letni strzelec, Raúl Ibarra. Chorążym reprezentacji podczas ceremonii otwarcia był lekkoatleta Fidel Negrete.

## Zdobyte medale
| Medal  | Zawodnik    | Dyscyplina | Konkurencja  | Data            |
| ------ | ----------- | ---------- | ------------ | --------------- |
| · Brąz | Juan Fabila | · Boks     | Waga kogucia | 23 października |